# Galbella violacea
Galbella violacea es una especie de escarabajo del género Galbella, familia Buprestidae. Fue descrita científicamente por Westwood en 1848.